# Маскулизм

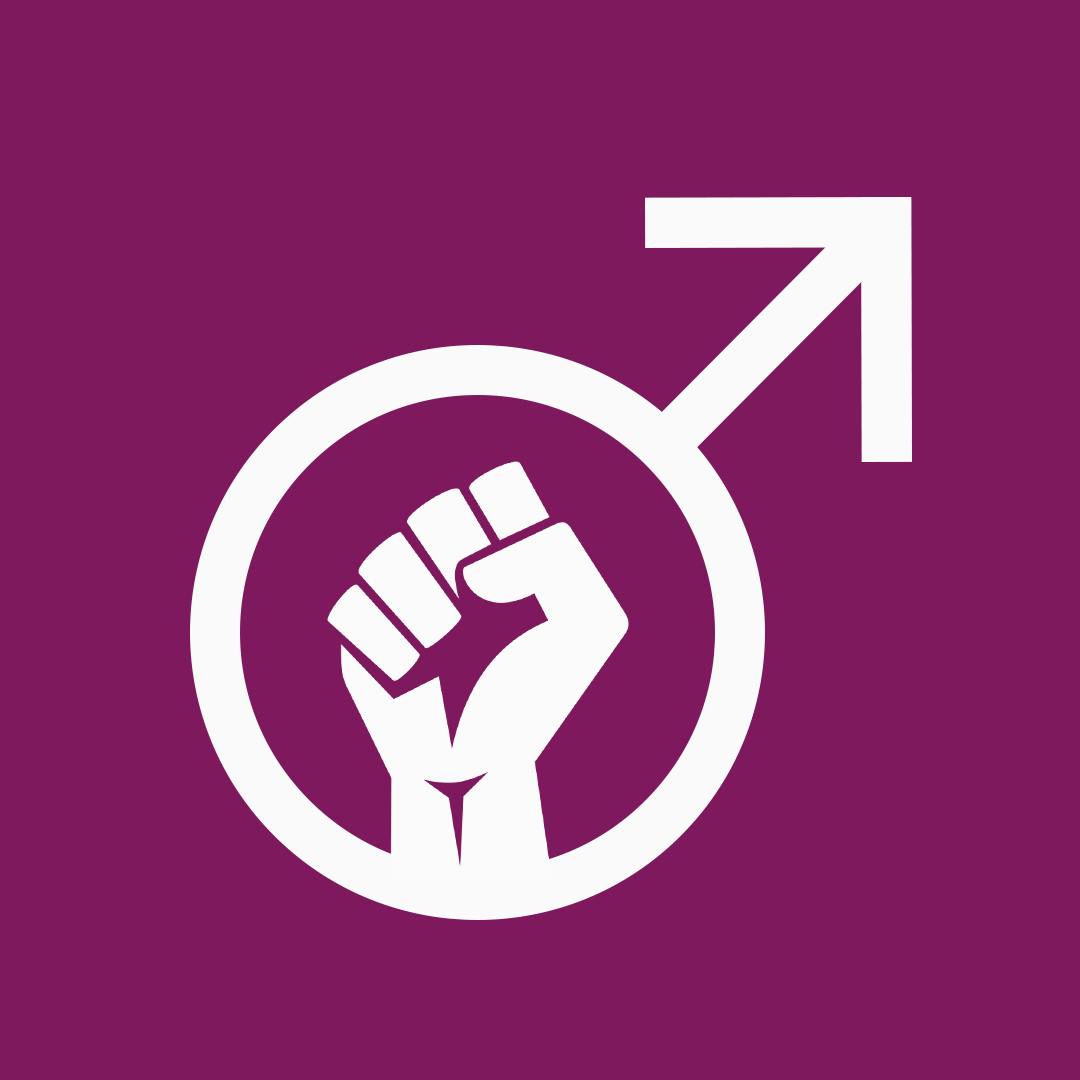
Символ маскулистского движения — сжатый кулак (символ борьбы и сопротивления), заключённый в щит и копьё Марса (символ мужчин). Пурпурный цвет фона — традиционный цвет маскулизма.

Маскули́зм (англ. masculism; от лат. masculinus «мужчина») — идеология и общественно-политическое движение, целью которого является устранение дискриминации мужчин и уравнение их в правах с женщинами.
Оксфордский словарь и словарь западной философии Блэкуэлла используют также в этом понимании термин маскулини́зм (англ. masculinism), считая его синонимичным маскулизму, при этом философ Феррелл Кристенсен и политолог Джорджия Дюэрст-Лахти всё же считают нужным разделять маскулизм как гендерно-эгалитарное движение и маскулинизм как более традиционалистское движение, продвигающее атрибуты маскулинности и склоняющееся к патриархату. Это обобщающее понятие также может применяться и по отношению к Активистам за права мужчин и к Мужскому движению.
Объектом внимания маскулизма являются те области общественной жизни, где гендерное равноправие де-факто нарушено в ущерб мужчинам и мальчикам. Маскулисты считают, что мужчины терпят несправедливое отношение на основании своего пола, и приводят различные примеры мизандричных стереотипов и социальных практик.

## Определение и область действия
Оксфордский словарь английского языка так определяет маскулизм или синонимично маскулинизм: «пропаганда прав мужчин, соблюдение или поощрение мнений, ценностей и т. д., рассматриваемые как типичные для мужчин; (в более общем смысле)».
Философ Феррелл Кристенсен определяет маскулизм как аналог феминизма, но с заменой женщин на мужчин; при этом он указывает, что, если маскулизм может быть определён как продвижение интересов мужчин, то продвижение атрибутов мужчин может быть названо маскулинизмом. Он отмечает, что термин «маскулизм» используется очень небольшим числом людей. По мнению политолога Джорджии Дюэрст-Лахти, маскулизм, выражающий этос раннего гендерно-эгалитарного мужского движения, отличается от маскулинизма, относящегося к идеологии патриархата.
Социолог Паси Малми указывает, что большинство маскулистов являются антисексистами, которые борются с традиционной мужской ролью, являющейся одной из причин структурной дискриминации мужчин.
Гендерные исследования, которые изначально фокусировались на гиноцентричных и феминистских подходах, позднее стали изучать угнетение в обществе также с точки зрения мужчин.

## История
Одним из главных идеологов маскулизма является Уоррен Фаррелл, выпустивший в 1993 году книгу «Миф о мужской власти» и использовавший термин «мужчина-расходник». В СССР бурно обсуждалась разность в продолжительности жизни мужчин и женщин в связи с публикацией статьи «Берегите мужчин!» Б. Урланиса в 1968 году.

## Дискриминация мужчин
Дискриминация мужчин проявляется в:
- практике воинской обязанности[13][14] и воинского учёта[15] исключительно для мужчин;
- высокой и ранней смертности из-за социальных и экономических факторов[16][17][1];
- более высоком возрасте выхода на пенсию для мужчин[18];
- различном восприятии насилия над мужчинами и женщинами в зависимости от пола жертвы[19][2] и предвзятости в отношении мужчин[5][20];
- неблагоприятной ситуации с ментальным здоровьем[21];
- принудительным обрезании мужчин[22];
- дискриминации мужчин при приёме на работу в сферах, где доминируют женщины[23];
- дискриминации при назначении опеки над детьми[24][25]➤;
- дискриминации в уголовном и уголовно-исполнительном праве[26][27];
- дискриминации в учёбе[28]➤;
- дискриминации гомосексуальных[29] и трансгендерных мужчин[30][31].

### Образование и занятость
Мальчики сталкиваются с дискриминацией в учёбе и отстают в ней по каждому предмету (кроме английского языка) на всех уровнях образовательной программы во всех странах мира.
Данные из США в 1994 году показывают, что 94% случаев смерти на рабочем месте приходится на мужчин. Маскулист Уоррен Фаррелл утверждал, что мужчины делают непропорционально большую долю грязных, физически тяжёлых и опасных работ.

### Насилие, изнасилования и самоубийства
Мужчины совершают самоубийства чаще во всех странах мира.. В России это происходит в шесть раз чаще. Маскулисты выражают озабоченность по поводу того, что насилие в отношении мужчин изображается в СМИ и других местах как нечто юмористическое или несерьёзное, а феминизм склонен обесценивать его — особенно насилие женщин против мужчин.
Маскулисты также выражают озабоченность по поводу того, что насилие против мужчин игнорируется или считается минимальным по сравнению с насилием в отношении женщин, некоторые утверждают, что бытовое насилие является гендерно симметричным. Так же они обращают внимание на то, что традиционное предположение невиновности женщин или сочувствие к женщинам, называемые доброжелательным сексизмом, приводит к неодинаковому наказанию для мужчин и женщин за одинаковые преступления, к отсутствию сочувствия к мужчинам, ставшим жертвами бытового насилия и к закрытию дел об изнасилованиях мужчин женщинами. Вышеупомянутые причины частично являются причинами того, что большинство жертв, убитых даже в мирное время — мужчины. Например, они составляют более 75% всех убитых в России и 81% в мире. Также маскулисты обращают внимание на безразличие общества к изнасилованиям мужчин женщинами, изнасилованиям в тюрьмах, безнаказанность насильников в тюрьмах и даже целенаправленное помещение заключенных в камеры совместно с заведомыми насильниками. Изнасилования в тюрьмах часто служат предметом насмешек. Также существует юридическая и фактическая дискриминация мужчин при назначении наказаний, например, пожизненное заключение в России может назначаться только мужчинам. Согласно утверждениям многих маскулистов, назначение более мягких наказаний за преступления женщинам является общепринятым среди судей и прокуроров неписаным правилом российской судебной практики.

### Право на отцовство
По словам Дэвида Бенатара, руководителя философии в Университете Кейптауна, «Движение за права отцов — это, пожалуй, самая известная область активизма в отношении прав мужчин», поскольку в большинстве случаев в большей части мира мать может получить опеку над детьми в случае развода. Он утверждает, что в большей части мира заявление мужчины на получение опекунства имеет меньше шансов на удовлетворение, чем заявление женщины при прочих равных условиях, в том числе, когда заявитель является основным заботящимся о ребёнке лицом и его заявление не оспаривается.
Маскулисты критикуют современное законодательство за лишение мужчин репродуктивных прав или дискриминацию в этой области, как-то: 
- возможность женщины сделать аборт, игнорируя желание мужчины иметь ребёнка;
- отсутствие ответственности за подложное отцовство;
- неравные права усыновления для мужчин и женщин не состоящих в браке и др[49].

### Гендерные законы и право на жизнь
Объектом критики маскулистов является то, что во многих странах на срочную военную службу принудительно призывают только мужчин, хотя услугами обороны государства пользуется все население.
Возраст выхода на пенсию у мужчин во многих странах превышает аналогичный возраст для женщин. В частности, в России, начиная с первой трети XX века, возраст выхода мужчин на пенсию выше возраста выхода на пенсию женщин на 5 лет, несмотря на то, что средняя продолжительность жизни мужчин в РФ на 14 лет меньше, чем таковая у женщин. Большинство мужчин в России не доживают до своей пенсии, либо их возраст дожития крайне мал.

## Маскулинизм против феминизма
Гендерные исследования, сосредоточенные на неравенстве между мужчинами и женщинами в аспекте власти, проводятся в контексте феминистского движения и изучают преимущественно угнетение женщин, в то время как маскулисты сосредоточены на опыте и угнетении мужчин в «маскулинистском» обществе, основанном на патриархате. Часть маскулинистов в ответ на крайние феминистские заявления о превосходстве женщин над мужчинами стремится достичь равенства между мужчинами и женщинами, ликвидировав дискриминацию мужчин.
В книге «Провал феминизма» Николас Дэвидсон описал вторую форму маскулинизма под названием «виризм». По словам Дэвидсона, с этой точки зрения «Причиной болезни общества является женоподобность. Для улучшения общества необходимо снизить влияние женских ценностей и повысить влияние ценностей мужских…».
С другой стороны, маскулинисты, будучи патриархальным крылом мужского правозащитного движения, часто являются открытыми антифеминистами, и исследование их сообществ показало, что они критикуют даже умеренный феминизм. Некоторые маскулинистские активисты участвовали в срыве событий, организованных феминистками, и судебных процессах против феминистских учёных, журналистов или активистов. Кроме того, действия маскулинистов иногда можно было расценивать как экстремистские. Например, происходили случаи, когда борцы за мужские права рассылали свои экскременты или записки с угрозой расправы над семьёй общественным деятелем или политикам, борющимся за права женщин. Представители данных групп также высказывались против кампаний по повышению осведомлённости общественности для предотвращения сексуального насилия, утверждая, что они продвигают негативный образ мужчин, а одна маскулинистическая группа даже преследовала десятки администраторов приютов для женщин и центров, оказывающих помощь женщинам, пострадавшим от насилия.

## Критика маскулинизма и его разница с маскулизмом
Ряд критиков, наблюдающих за деятельностью маскулинистов, утверждают, что под прикрытием борьбы с женским сексизмом, некоторые его последователи продвигают идеи андроцентризма, мужского превосходства и неполноценности женщин. Некоторые маскулинисты уверены в том, что установленные традиционном обществе гендерные роли, где мужчины выступают в роли добытчиков, а женщины — в роли домохозяек, — это естественное взаимодействие женщины и мужчины в социуме, которое, однако, было нарушено феминистским движением с 1960-х годов. При этом, философ Феррелл Кристенсен отмечает, что, в отличие от маскулинизма, идеологии маскулизма и феминизма по сути являются одним и тем же, однако представители обеих идеологий верят в то, что их пол угнетён больше и эту дискриминацию необходимо устранить. Одновременно по этой причине их радикальные представители никогда не смогут принять друг друга.